# 菲利普·威廉 (布蘭登堡-施韋特)
菲利普·威廉（英語：Philipp Wilhelm，1669年5月19日—1711年12月19日），布蘭登堡-施韋特藩侯，1689年至1711年在位。

## 家庭
1699年，菲利普·威廉與安哈特-德紹的約翰娜·夏洛特結婚，兩人共有2子2女：
1. 腓特烈·威廉（1700年—1771年）
2. 亨麗埃特·瑪麗（1702年—1782年）
3. 腓特烈·海因里希（1709年—1788年）
4. 夏洛特（1710年—1712年），夭折